# James Gibbons
James Gibbons (ur. 23 lipca 1834 w Baltimore, zm. 24 marca 1921 tamże) – amerykański duchowny katolicki, arcybiskup Baltimore od 1877 aż do śmierci.

## Życiorys
W 1886 był drugim człowiekiem ze Stanów Zjednoczonych, który został kardynałem. 
Konsekrowany na tytularnego biskupa Adramyttium w wieku 33 lat, kiedy w 1868 papież Pius IX powołał go na Wikariusza Apostolskiego do Karoliny Północnej, która nie posiadała jeszcze katolickich diecezji w obrębie swych granic.
W 1872 roku został biskupem Richmond i służył tam do maja 1877, kiedy został mianowany koadiutorem arcybiskupa Baltimore. Sukcesję przejął już w październiku tego roku po śmierci arcybiskupa Jamesa Roosevelta Bayleya.
W 1876 opublikował Gibbons katechizm, który stał się najlepiej sprzedającym się podręcznikiem w Stanach Zjednoczonych. W 1917 we wstępie do 83 edycji Kardynał zauważył, że „od pierwszej edycji pojawiło się do chwili obecnej milion czterysta tysięcy egzemplarzy. Praca została przetłumaczona na prawie wszystkie języki Europy”.
Prezydent William Taft wziął udział w jego Złotym Jubileuszu Kapłaństwa w 1911 r. W roku 1917 prezydent Theodore Roosevelt określił go mianem najbardziej czczonej i szanowanej osobistości w Ameryce.
Gibbons zmarł w 1921 roku po 44 latach kierowania archidiecezją Baltimore.